# ジャナドリア祭

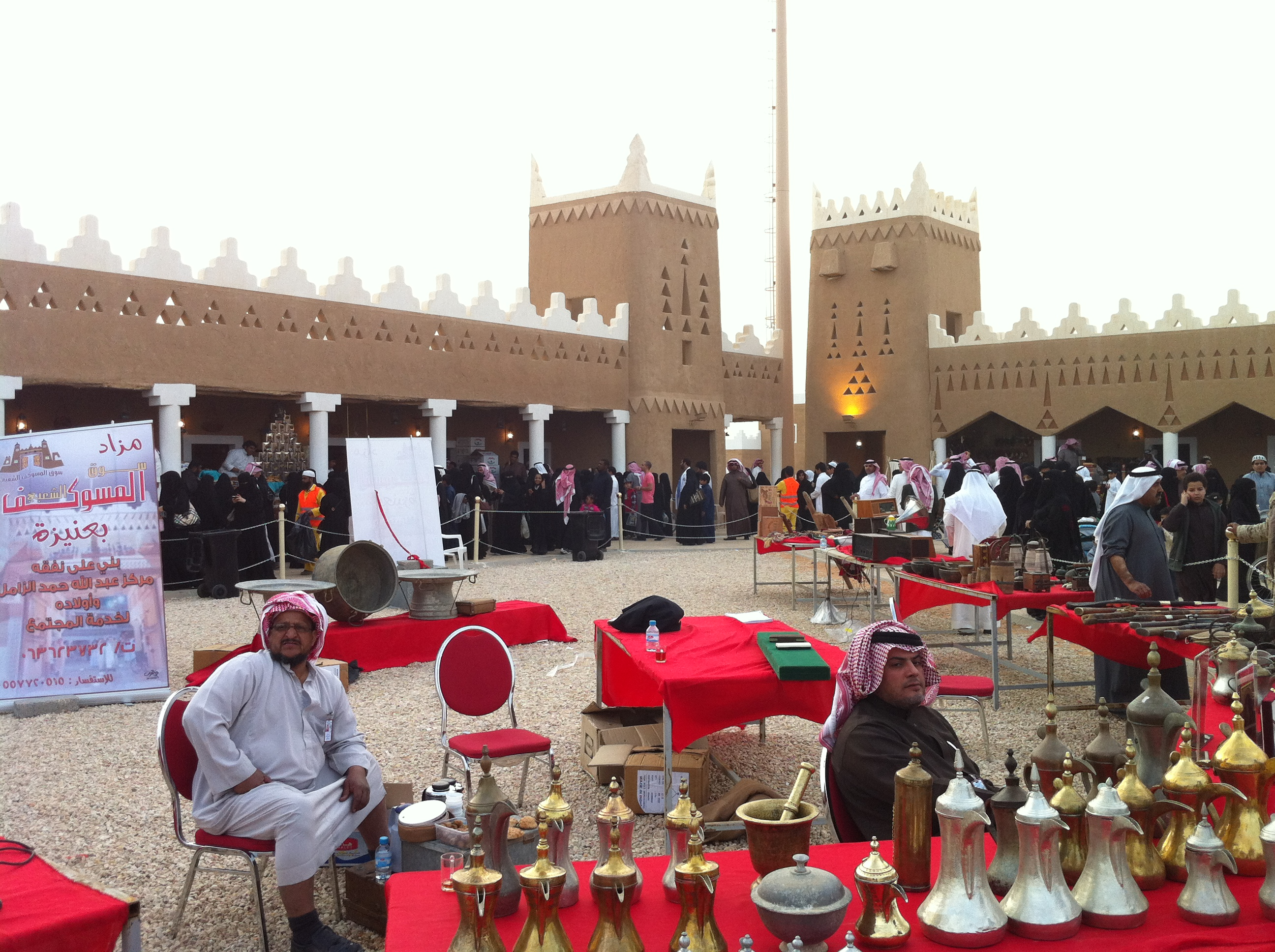
ジャナドリア 27

ジャナドリア祭（アラビア語: مهرجان الجنادرية Mahrajān al-Janādrīyah, マフラジャーン・アル＝ジャナードリーヤ）とは、サウジアラビアで毎年開催されている伝統文化フェスティバルである。

## 概要
サウジアラビアの伝統・文化を国家遺産として位置づけ、これらを次世代に引き継いでいくことを目的とした文化祭典である。1986年（ヒジュラ暦1405年）から開催され、多くは春に開催される。
2010年にはフランスが、2011年には日本が招待された。

## 名称
正式名称は「伝統と文化の国民祭典」（アラビア語: 	المهرجان الوطني للتراث والثقافة Al-Mahrajān al-Waṭanī li al-Turāth wa al-Thaqāfah）と言い、サウジアラビア国家警備隊が主催している。
フェスティバルは通称として開催場所の地名「アル＝ジャナードリーヤ」（الجنادرية, al-Janādrīyah ないしは al-Janādrīya）を含む「マフラジャーン・アル＝ジャナードリーヤ」（مهرجان الجنادرية, Mahrajān al-Janādrīyah）で知られている。
なお「ジャナードリーヤ」はサウジアラビア首都リヤド（リヤード）の北東に位置するエリア（野原）の名称である。春に雨が降ると草花が広がる野原となることから、かつては人々が好んで訪れる行楽地として知られていた。地名は「服のしわ伸ばし、アイロンがけ」または「しわ伸ばし屋、アイロン屋」にちなむとされる一方、由来がはっきりしておらず即興で造語されたものである可能性があると説明している専門書なども存在する。
文語アラビア語での発音は「アル＝ジャナードリーヤ」だが、日本語記事では原語発音に含まれる子音yや長母音を省いたジャナドリア祭、ジャナドリヤ祭、ジャナドリーヤ祭、ジャナードリーヤ祭、ジャナドリーヤ・フェスティバルなどと訳されている。

## イベント
祭りはオープニング・セレモニーとともに開催され、そして以下の様な様々なイベントが催される。 
- 競駝（ラクダ・レース）
- 競馬と endurance.
- 民俗詩
- Popular market.
- 芸術とpopular games.
- Unique heritage of the regions.
- 民族衣装
- ブック・フェア
- Centre for Documentation and pictures.
- Governmental institutions and companies
- 祭りに参加したホスト国